# Conservatorio y Jardín Botánico de Ginebra

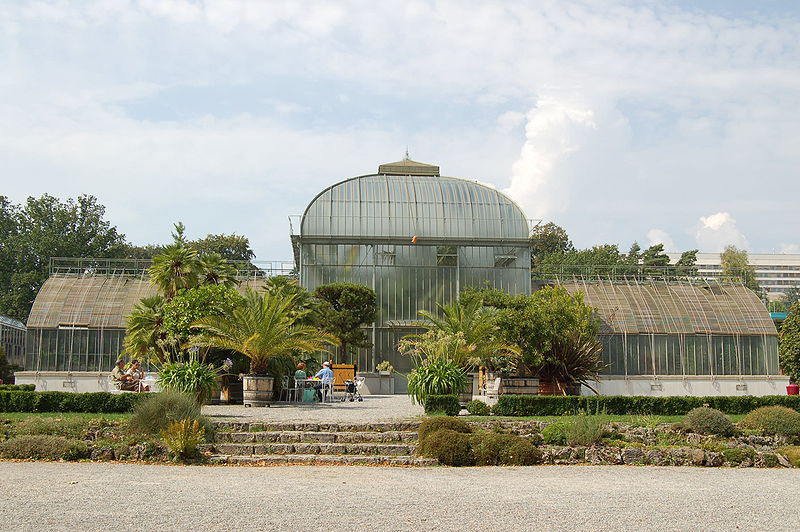
Invernaderos del Jardín Botánico de Ginebra.

El Conservatorio y Jardín Botánico de Ginebra  (en francés: Conservatoire et Jardin botaniques de Genève) es un jardín botánico situado cerca del lago Lemán, en Ginebra, Suiza. Junto a un Arboretum, y varias secciones de colecciones de plantas, se llevan a cabo programas de recuperación de especies animales en retroceso en su medio natural, o en peligro de extinción.

## Localización
Se sitúa en el Chemin de l'Impératrice 1 1292 Chambésy, Ginebra.
Desde la ciudad de Ginebra se puede llegar al jardín botánico con las líneas de autobús urbano 1, 11, y 28
Abierto de marzo a octubre de 9:30 a 17:00.

## Historia
Fue creado en 1817 por el botánico Augustin Pyrame de Candolle. Se trasladó a su emplazamiento actual en las afueras de Ginebra, en 1904. 

## Colecciones
Compuesto de 28 hectáreas de plantas, árboles, flores, cursos de agua y cascadas, con miles de rosas, tulipanes, dalias y lirios, alberga una colección de 16,000 especies de plantas procedentes de todo el mundo. 
Las plantas se encuentran distribuidas en varias secciones:
- Arboretum.
- Rocalla.
- Invernaderos, que contienen plantas procedentes de todos los continentes.
- Plantas protegidas.
- Plantas medicinales y de valor económico.
- Plantas de horticultura, con un Jardín de oler y tocar, especialmente diseñado para personas invidentes.
- Banco de germoplasma.
- Parque de ciervos.
- Aviarium.
- Herbario con 5,5 millones de pliegos de especímenes, lo que lo sitúa como uno de los cinco herbarios mayores del mundo (visitas previa reserva de día y hora).
- Biblioteca de más de 220 000 volúmenes

## Actividades
El Conservatorio y Jardín Botánico de Ginebra tiene un especial interés en las plantas medicinales de Paraguay, que con unas 5 000 plantas conocidas gracias al legado de la cultura guaraní, conservado por las misiones jesuíticas, es uno de los patrimonios fitosanitarios más importantes del mundo.
Fruto de la colaboración con el Jardín Botánico y Zoológico de Asunción surgió a mediados de la década de 1990 el «Proyecto Etnobotánica Paraguaya», marco de colaboración por el que ha sido posible la mejora del «Jardín Botánico de Asunción» así como la creación de un gran herbario de plantas medicinales paraguayas y la creación del «Centro de Conservación y Educación Ambiental» (CCEAM), situado en el Jardín Botánico de Asunción, que desarrolla numerosas actividades educativas que benefician a las gentes de Paraguay.